# سميمة العش العملاقة
سُميمة العش العملاقة (الاسم العلمي: Hydrochous gigas)، والمعروفة أيضًا باسم سُميمة العش الشلال، نوع من أنواع السمامة. وهي أصنوفة أحادية الطراز من جنس هيدروشوس. توجد في إندونيسيا وماليزيا، موائلها الطبيعية هي الغابات والأنهار الرطبة شبه الاستوائية أو الاستوائية. مهددة بفقدان الموائلها. إنها ليست ليلية تمامًا ولكنها قادرة على تحديد الاتجاه المكاني (طيران) بصريًا في الضوء الخافت.